# Sommet Rond
Le sommet Rond (appelé aussi Le Round Top) est un sommet des monts Sutton, dont il constitue le point culminant à 962 m d'altitude, dans la région de l'Estrie au Québec. Il est situé au nord de Glen Sutton et juste au sud-ouest du mont Gagnon (853 m d'altitude), un autre sommet des monts Sutton. Entre eux se trouvent trois plans d'eau : le lac Spruce, le lac Vogel, ainsi qu’une réserve d’eau artificielle, le Mud Pound.

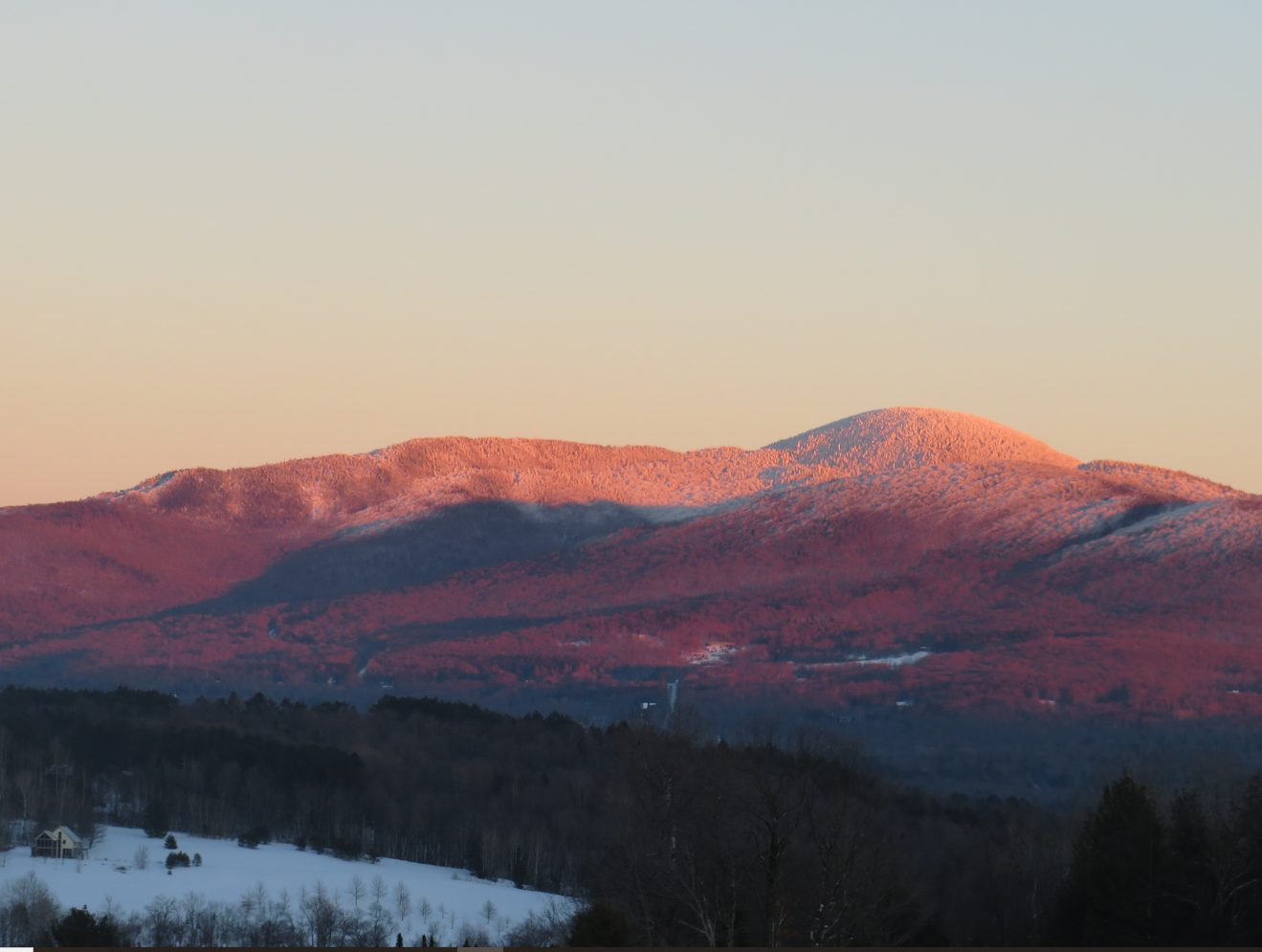
Vue du sommet Rond des monts Sutton.